# Marie

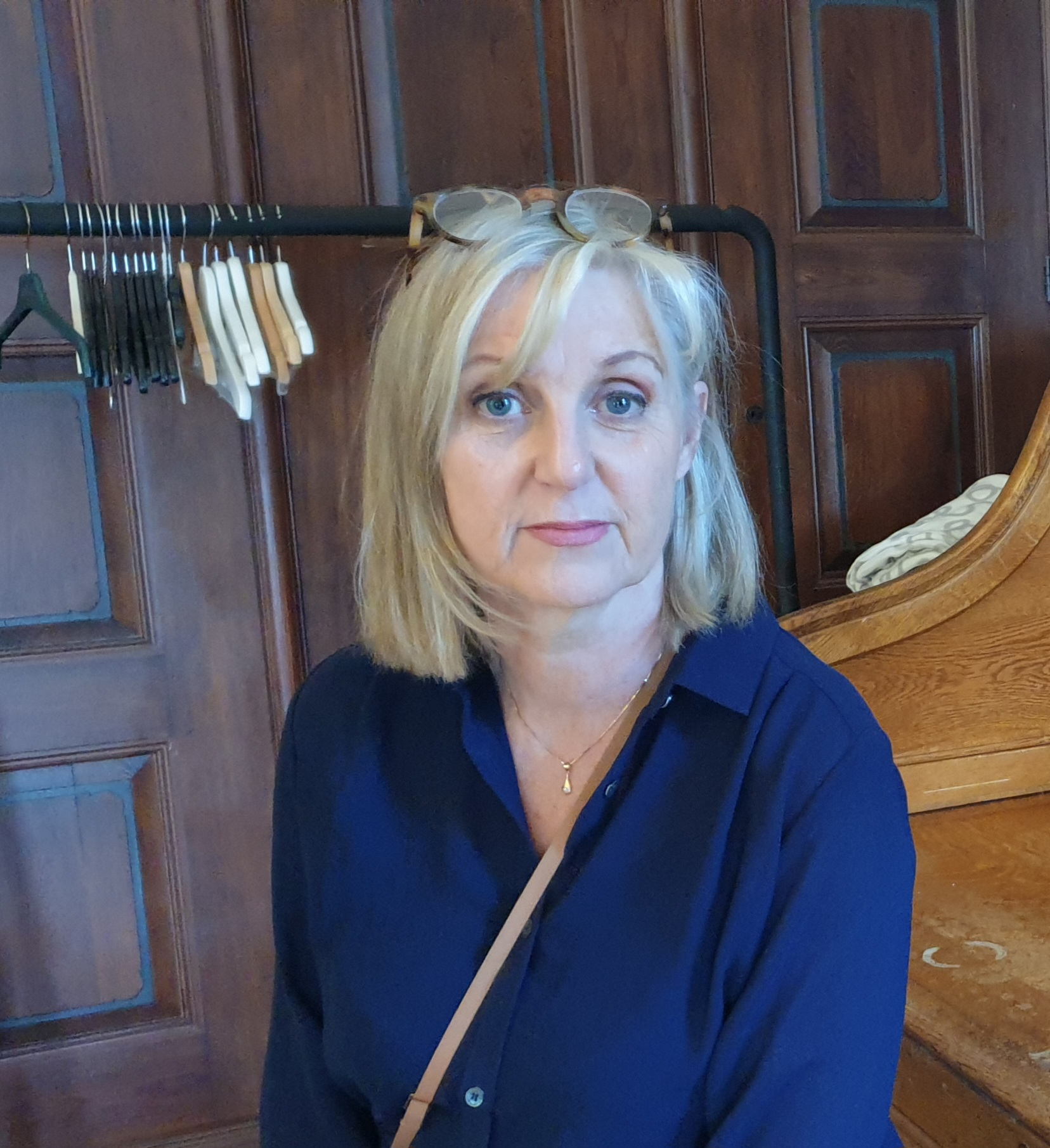
Marie Hermanson, 2024.

Marie är ett kvinnonamn, en fransk form av Maria. Maria har arameiskt ursprung, Mariam, som kan betyda morsk eller trotsig.
Marie är den gängse formen av Maria på franska och tjeckiska, och är populärt bland talare av tyska, danska, norska, svenska och engelska. Bland katoliker förekommer Marie (liksom Maria) också som mansnamn, oftast sammansatt som dubbelnamn som Jean-Marie.
Bland varianter av Marie finns Mari och Marije.
I Sverige firas Namnsdag på Mariadagen, 28 februari. I den finlandssvenska namnsdagslängden har Marie namnsdag 2 juli sedan 2005.

## Sverige
Namnet har använts i Sverige sedan 1690-talet. Det har tappat i popularitet bland födda under 2000-talet, men var ett modenamn under 1980- och 1990-talen. Namnet är vanligt i dubbelnamn, till exempel Marie-Therese, Ann-Marie, Rose-Marie, Marie-Louise och Ing-Marie.
Det finns omkring 123 900 personer vid namn Marie, varav cirka 37 200 har det som förnamn.

## Kända kvinnor med namnet Marie
- Marie-Antoinette, fransk drottning
- Marie Bergman, svensk sångerska
- Marie-Louise von Bergmann-Winberg, finländsk professor i statsvetenskap
- Marie Christensen, dansk socialdemokratisk politiker, berömd för sitt arbete för tjänsteflickornas situation
- Marie Curie, fransk kemist och fysiker, nobelpristagare
- Marie Fredriksson, svensk pop-rockartist, känd från Roxette och som soloartist
- Marie Tussaud, fransk skulptör, grundare av Madame Tussauds vaxkabinett
- Marie Göranzon, svensk skådespelare
- Marie Hammarström, svensk fotbollsspelare, VM-brons 2011
- Marie Hermanson, svensk författare
- Mari Jungstedt, svensk journalist och författare
- Marije Kraja, albansk sångerska
- Marie Leszczyńska – fransk drottning 1725–1768
- Marie Lindberg, svensk sångerska, deltagit i Melodifestivalen
- Marie Picasso, svensk sångerska och idolvinnare
- Marie Richardson, svensk skådespelare
- Marie Robertson, svensk skådespelare
- Marie Serneholt, svensk sångare och skådespelare
- Marie Sneve Martinussen, norsk politiker, partiledare

## Kända män med namnet Marie
- Jean-Marie Gustave Le Clézio, fransk-mauritisk författare, nobelpristagare
- Jean-Marie Le Pen, fransk politiker
- Jean-Marie Pfaff, belgisk fotbollsmålvakt